# Кубок Ліхтенштейну з футболу 1968—1969
Кубок Ліхтенштейну з футболу 1968—1969 — 24-й розіграш кубкового футбольного турніру в Ліхтенштейні. Титул здобув Вадуц.

## Перший раунд
Вільні від матчів Трізен та Вадуц.
| Команда 1 | Рахунок    | Команда 2   |
| --------- | ---------- | ----------- |
| Вадуц-2   | 4–4 дч (ж) | Бальцерс    |
| Шан II    | 0–11       | Бальцерс II |
| Шан       | 3–1        | Руггелль    |
| Трізен II | 1–4        | Ешен-Маурен |

## Другий раунд
Вільні від матчів Трізен та Вадуц.
| Команда 1   | Рахунок | Команда 2   |
| ----------- | ------- | ----------- |
| Шан         | *       | Бальцерс    |
| Ешен-Маурен | 4–1     | Бальцерс II |

Примітки: Бальцерс подав протест і за жеребом вийшов до наступного раунду.

## 1/2 фіналу
| Команда 1   | Рахунок | Команда 2 |
| ----------- | ------- | --------- |
| Ешен-Маурен | 0–3     | Трізен    |
| Бальцерс    | 2–5     | Вадуц     |

## Матч за 3-є місце
| Команда 1 | Рахунок | Команда 2   |
| --------- | ------- | ----------- |
| Бальцерс  | 2–2*    | Ешен-Маурен |

Примітки: Бальцерс посів третє місце завдяки загальної кількості забитих м'ячів.

## Фінал
| Команда 1 | Рахунок | Команда 2 |
| --------- | ------- | --------- |
| Вадуц     | 1–0     | Трізен    |